# 新奥莱内站
新奥莱内站是里加-叶尔加瓦铁路上的一个火车站，车站建于1983年，附近的居民点是新奥莱内村。